# Хризостом (Махериотис)
Митрополи́т Хризосто́м Махерио́тис (греч. Μητροπολίτης Χρυσόστομος Μαχαιριώτης; род. 4 июня 1938, Palaiometocho, Никосия) — епископ Кипрской православной церкви под запретом, митрополит Китийский, ипертим и экзарх Ларнаки и Левкары.

## Биография
В 1951 году был принят послушником в Монастырь Божией Матери Махера. Закончил торговое училище и Всекипрскую гимназию.
В 1955 году был рукоположён в диакона.
В 1962 году поступил на юридический факультет Афинского университета, который окончил в 1966 году. Продолжил обучение на богословский факультете того же университета, который окончил в 1970 году.
7 июня 1970 года был рукоположён во пресвитера, после чего возведён в сан архимандрита и протекдика Махерского монастыря.
24 октября 1973 года единодушно избран митрополитом Китийским и представителем Патриарха Александрийского на Кипре. 26 октября того же года состоялась его епископская хиротония.
В июне 1977 года возглавил делегацию Кипрской православной церкви на Всемирной Конференции «Религиозные деятели за прочный мир, разоружение и справедливые отношения между народами» в Москве.
15 сентября 2001 года в храме Воскресения Христова в Иерусалиме представлял Кипрскую православную церковь на интронизации Патриарха Иерусалимского Иринея.
11 июня 2012 года в храме святого Лазаря в Ларнаке в заключительный день официального визита Патриарха Московского и всея Руси Кирилла в пределы Кипрской православной церкви вручил Патриарху Кириллу ковчег с мощами святого праведного Лазаря Четверодневного.
17 июня 2012 года, находясь в России, подписал соглашение о сотрудничестве между Русской и Кипрской православными церквами в развитии совместных паломнических поездок.
В октябре 2013 года отмечалась 40-летие архиерейского служения митрополита Хризостома. Поздравление в адрес митрополита Хризостома направил президент Кипра Никос Анастасиадис. В честь памятной даты было выпущено издание «Οδοιπορώντας στην Ιερά Μητρόπολη Κιτίου, 1973—2013»
19 июня 2019 года Священный Синод Кипрской православной церкви принял отставку митрополит Хризостома с Китийской кафедры.
1 июня 2023 года окружной суд Ларнаки приговорил митрополита Хризостома к 12 месяцам лишения свободы условно из-за насилия над несоврешеннолетней девушкой в 1981 году, а 13 июня 2023 года запрещён в служении Синодом Кипрской православной церкви.